# Tigern (1624)
«Tigern» (1624)(пол. "Tiger", укр. "Тигр") — шведський галеон, що певен час ходив під прапором Речі Посполитої.

## Історія
Галеон був збудований 1624 р. У час польсько-шведської війни у складі шведської ескадри блокував Гданськ. Був флагманом адмірала Нільса Штірншкьолда (швед. Nils Stiernsköld), капітан Симон Стеварт.
У битві під Оливою 28 листопада 1627 був взятий на абордаж адміральським галеоном «Ritter Sankt Georg» (пол. Święty Jerzy), адмірал Штірншкьолд капітулював (від ран загинув).
Галеон ввели до флоту Речі Посполитої під назвою «Tiger». 2 травня 1628 капітаном призначили Генріха Олаффсона. 6 липня 1628 шведське військо з артилерією атакувало флот в гирлі Вісли біля замку Віслоустя (нім. Weichselmünde). При відступі вгору по річці Feniks сів на мілину. Його прикривали вогнем гармат кораблі «Tiger» і «Meerman». Згодом відійшов вверх по річці.
В ході 30-річної війни у січні 1629 король Сигізмунд ІІІ Васа віддав кораблі свого флоту Католицькій Лізі. «Tiger» з кораблями прибув 8 лютого до Вісмару. Кораблі були блоковані дансько-шведським флотом. 22 січня 1632 Вісмар капітулював і кораблі захопили шведи. «Tiger» ввели до шведського флоту і його дальша доля невідома.